# Benkanhalli, Sedam
Benkanhalli là một làng thuộc tehsil Sedam, huyện Gulbarga, bang Karnataka, Ấn Độ.